# Ремонкур (Мёрт и Мозель)
Ремонку́р (фр. Remoncourt) — коммуна во французском департаменте Мёрт и Мозель региона Лотарингия. Относится к  кантону Бламон.

## Географическое положение
Ремонкур расположен в 45 км к востоку от Нанси. Соседние коммуны: Мусе на северо-востоке, Аврикур на юго-востоке, Лентре на юге, Амбермениль на юго-западе, Ксус и Вокур на западе.

## История
- Впервые упоминается в 950 году
- Был оккупирован Германской империей с 1870 по 1918 годы

## Демография
Население коммуны на 2010 год составляло 40 человек.
| 1962 | 1968 | 1975 | 1982 | 1990 | 1999 | 2010 |
| ---- | ---- | ---- | ---- | ---- | ---- | ---- |
| 69   | 63   | 64   | 54   | 50   | 39   | 40   |